# Phronia flavicauda
Phronia flavicauda är en tvåvingeart som beskrevs av Johannes Winnertz 1863. Phronia flavicauda ingår i släktet Phronia och familjen svampmyggor. Inga underarter finns listade i Catalogue of Life.